# 上杉清子
上杉 清子（うえすぎ きよこ、文永7年（1270年）? - 康永元年12月23日（1343年1月20日））は、鎌倉時代後期から室町時代初期の女性。本姓は藤原氏。勧修寺流の一流である上杉氏の出身で、父は上杉頼重。足利貞氏の側室。足利尊氏、直義兄弟の母。

## 略歴
上杉重顕（扇谷上杉家祖）、上杉憲房、日静の兄弟姉妹。上杉憲顕（山内上杉家祖）、憲藤（犬懸上杉家祖）兄弟と上杉重能（宅間上杉家祖）は甥で、山名時氏は従兄弟に当たる。
生年は『三宝院賢俊僧正日記』の暦応5年（1342年）2月条に「大方殿　七十三　卯酉」とあり、これにしたがえば逆算して文永7年となる。嘉元3年（1305年）に尊氏を生む。この際、紀伊粉河寺の観音に祈ったことから、後年、建武3年（1336年）に粉河寺に戸帳を寄付し、さらに翌年には領地を寄進している。
夫貞氏の没後も足利家を支え、尊氏、直義兄弟が倒幕に動いた際には終始行動をともにした。室町幕府成立後は、実家である上杉家の興隆に力を注いだ。
浄妙院殿雪庭と号し、世上は錦小路殿と呼ばれた。また大方禅尼とも呼ばれた。和歌にも通じ、作品が『風雅集』に入選している。法号は果証院殿といい、墓は京都等持院にある。

## 関連作品
テレビドラマ
- 『太平記』（1991年 NHK大河ドラマ） 演：藤村志保